# Robert Swinston
Robert Swinston, né à Pittsburgh aux États-Unis, est un danseur et chorégraphe américain de danse contemporaine ayant travaillé notamment auprès de Merce Cunningham. Il a été, de 2013 à juin 2020, le directeur artistique au Centre national de danse contemporaine à Angers.

## Biographie

### Carrière de danseur
Robert Swinston a commencé sa formation de danseur au Middlebury College où il a commencé à prendre des cours de danse dans le cadre de son programme d'études. Cela devient immédiatement une passion pour lui. Il entame tout d'abord une carrière de danseur professionnel en 1972 dans l'Apprentice Group de Martha Graham. Après avoir obtenu un baccalauréat en beaux-arts (BFA) à la Juilliard School , il commence à travailler pour deux compagnies différentes. De 1978 à 1980, Robert Swinston se rattache à la compagnie de José Limón ainsi qu'à celle du Kazuko Hirabayashi Dance Theater de 1972 à 1982. En 1980, et pendant sa période de collaboration avec ces compagnies, il assiste à un atelier avec Merce Cunningham et prend la décision de quitter la compagnie de Limón. Après une dernière tournée avec celle-ci, il intègre la Merce Cunningham Dance Company dont il deviendra un élément central jusqu'en 2009.
En 1992, Robert Swinston devient l'assistant du chorégraphe puis de 2010 à 2011, il devient directeur des chorégraphies de la Merce Cunningham Dance Company. En 2012, après le décès de Cunningham, il devient membre du Merce Cunningham Trust. Depuis 1998, Swinston a réadapté différentes œuvres et pièces de Cunningham dont Suite for Five (1956–58), Summerspace (1958), RainForest (1968), CRWDSPCR (1993), Ocean (1994), et How to Pass, Kick, Fall and Run (1965). Il reçoit un Bessie Awards pour How to Pass, Kick, Fall and Run en 2003. Robert Swinston a aussi travaillé avec de grandes compagnies internationales de ballet, comme le New York City Ballet, le Boston Ballet, le White Oak Dance Project, la Rambert Dance Company, et le ballet de l'Opéra de Paris.

### CNDC
En 2013, Robert Swinston est nommé directeur artistique du Centre national de danse contemporaine (CNDC) à Angers,. Alors que sa prédécesseur, Emmanuelle Huynh, s'était attachée à la création de nouveaux spectacles, Robert Swinston se focalise dans un premier temps sur la diffusion des spectacles de Merce Cunningham avant la création de spectacles originaux comme Boîte à Joujoux (2014), Paysages poétiques (2016), et Moving Numbers (2017) pour le CNDC.
Suivant les principes de Merce Cunningham, il reprogramme des séries « Events » et « Mini-Events » qui sont des séquences ininterrompues d'extraits de l'œuvre du chorégraphe américain. En 2015, l’« Event » incluait des adaptations de Variations V (1965), Scramble (1967), Changing Steps (1973), Un jour ou deux (1973), Rebus (1975), Squaregame (1976), Fractions (1978), Numbers (1982), Deli Commedia (1986), Points in Space (1986) et Four Lifts (1990). Ces « Évents » ont été présentés dans le monde entier, comme celui interprété par Mikhaïl Barychnikov au Red Cat de Los Angeles en 2010 ou ceux conçus au Musée Reina Sofía de Madrid ou à l’Art Museum[Lequel ?] de New York parmi d'autres.
En juin 2020, Noé Soulier lui succède à la tête du CNDC.

### Enseignement
En plus d'être danseur, chorégraphe, et directeur artistique du CNDC à Angers, Robert Swinston est aussi enseignant. Il a enseigné pour le Merce Cunningham Studio & Dance Company, la Juilliard School, le Montclair State College, le Purchase College, l'Université de Californie à Berkeley, la Rambert Dance Company, la London Contemporary Dance School, le conservatoire de danse de Paris et de Lyon, et l'École Nationale supérieure de danse de Cannes. Dans chacune de ses écoles, Il applique notamment les principes pédagogiques de Merce Cunningham pour enseigner la danse contemporaine.
Au CNDC à Angers, Robert Swinston est le directeur de l’École supérieure de danse, qui forme ses étudiants de 18 à 25 ans à devenir danseurs professionnels. Pendant deux ans, ces étudiants apprennent la danse moderne selon les techniques de Cunningham et Graham pour l'obtention d'un Diplôme national supérieur professionnel de danseur (DNSPD).
En tant que directeur artistique, Swinston a préservé la mémoire de Merce Cunningham en reconstruisant certaines de ses pièces et en enseignant à la prochaine génération de danseurs son style moderne et contemporain. 

## Principales chorégraphies
- 2012-2014 : Walls/Doubletoss Interludes et So Be It en collaboration avec Vicky Schick
- 2014 : Boîte à joujoux (Claude Debussy pour jeune public)
- 2016 : Paysages poétiques
- 2017 : Moving Number
- 2019 : Festival de l'Araignée